# Fondo de l'Escaldat
El fondo de l'Escaldat és un curs fluvial que transcorre per la comarca del Baix Penedès.